# 양쯔강 기단
양쯔강 기단(長江氣團)은 중국 장강 유역에서 발원하여 봄과 가을에 한반도 및 일본 일대에 영향을 주는 이동성 고기압이다. 봄에는 약화된 시베리아 기단으로부터 떨어져 나오고, 가을에는 약화된 북태평양 기단으로부터 갈라져 나와 이동성 고기압이 된다. 발원하는 장강 일대가 등질적이지 않고, 공기가 장기간 정체하지 않으므로, 독립된 기단으로 보지 않는다.

## 같이 보기
- 기단
- 북태평양 기단
- 시베리아 기단
- 오호츠크해 기단
- 적도 기단

## 참고 문헌
- 이승호, 《기후학》, 푸른길, 2012, ISBN 9788962912050